# Horka u Staré Paky
Horka u Staré Paky là một làng thuộc huyện Semily, vùng Liberecký, Cộng hòa Séc.